# Sclerotinia cinerea
 Sclerotinia cinerea és una espècie de fong ascomicot de l'ordre dels helotials (Helotiales). És un patogen de les plantes, i és l'agent que causa la podridura marró dels fruiters de pinyol. A diferència de Sclerotinia fructigena, ataca tots els òrgans de les plantes: branques, fulles, flors i fruits. La seva forma conidial (anamorf) és la Monilia cinerea o Monilia laxa.

## Símptomes
- Branques: formació de xancres i forma un abundant exsudat de goma.
- Fulles: taques vermelloses en els dos extrems tendents a dessecar-se amb formació de butllofes cendroses a l'anvers de la fulla.
- Flors: queden atacades durant la floració avançada; l'atac provoca l'enfosquiment i després l'assecat.
- Fruits: apareixen marques de conidis circulars groguenques.

## Lluita
- Lluita química, feta amb tractaments a l'hivern i a la primavera amb diversos productes fungicides químics;
- Lluita mecànica, durant l'esporga s'han de treure les branques assecades i destruir-les (enterrades o cremades) lluny de les plantacions de fruiters.